# Shady Hollow (Teksas)
Shady Hollow je naseljeno mjesto za statističke potrebe u američkoj saveznoj državi Teksas. Prema popisu stanovništva iz 2010. u njemu je živjelo 5.004 stanovnika.